# Circusdirecteur

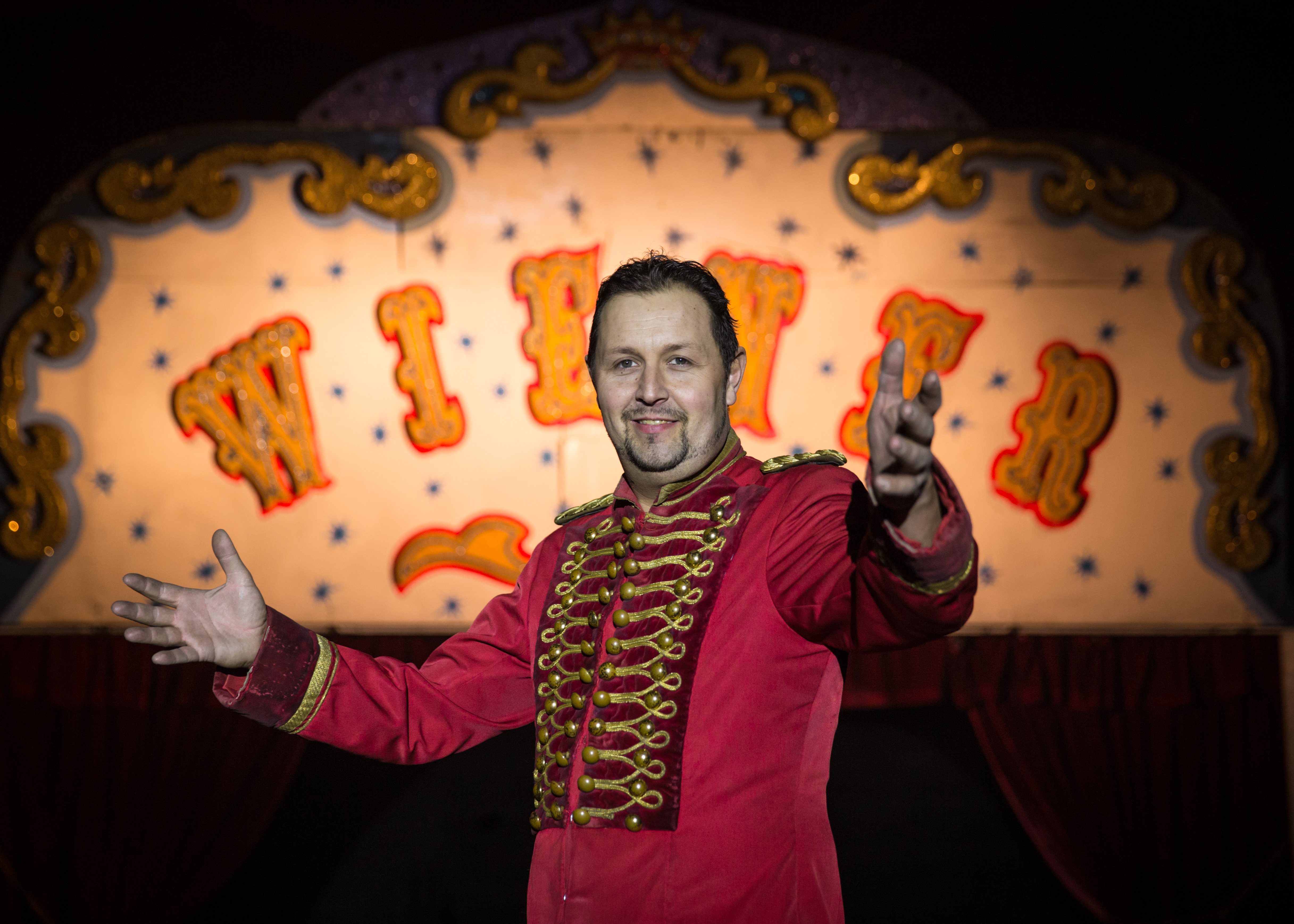
Ricky Cannone, directeur van het Wiener Circus in 2018

Een circusdirecteur heeft de productionele en inhoudelijke leiding over een circusgezelschap. Hij of zij is verantwoordelijk voor de dagelijkse werking en speelt in het traditionele circus vaak ook de rol van master of ceremonies tijdens de voorstellingen. In het hedendaagse circus, dat minder hiërarchisch georganiseerd is, zijn de taken van de circusdirecteur meestal verspreid over de leden van het gezelschap.

## Taken
De circusdirecteur is de zakelijke leider van het circus: hij maakt bedrijfsplannen en probeert van het circus een winstgevende onderneming te maken. Daarnaast is hij ook hr-manager: hij bepaalt wie wordt aangeworven, onderhandelt over het loon en stuurt het technisch personeel en de artiesten aan. Hij of zij is tevens creatief directeur van het circus: de directeur ontwikkelt de voorstelling en de verschillende onderdelen van de show, geeft feedback aan de artiesten en zet de inhoudelijke lijnen uit.
In het klassieke circus speelt de directeur ook mee in de show: hij verwelkomt het ("hooggeëerd") publiek en praat de verschillende acts aan elkaar, vaak in gepaste kledij. Als het om een reizend gezelschap gaat, moet de circusdirecteur bovendien de opbouw en de afbraak van de tent en het bivak in goede banen leiden.
In grote internationale producties, zoals bijvoorbeeld Cirque du Soleil, worden deze verschillende taken vaak waargenomen door verschillende managers.

## Salaris
Een circusdirecteur is meestal een zelfstandig ondernemer en heeft dus geen vast inkomen.

## Competenties
Een circusdirecteur moet over alle vaardigheden beschikken die een directeur van een 'gewoon' bedrijf ook moet hebben: klantgericht zijn, analytisch kunnen denken, ondernemerschap vertonen, goed kunnen netwerken, leiderschap tonen, een neus voor zaken hebben en goed kunnen plannen en organiseren.
In de zeer internationale circuswereld moet een directeur bovendien over een grote talenkennis beschikken, en in klassieke circus moet hij of zij ook kunnen entertainen en creatief genoeg zijn om de show in elkaar te steken. Vaak komt de directeur al uit het circuswezen en is hij of zij ook bedreven in een bepaalde act, zoals clown spelen, acrobatie of jongleren. 